# Clifton Cut

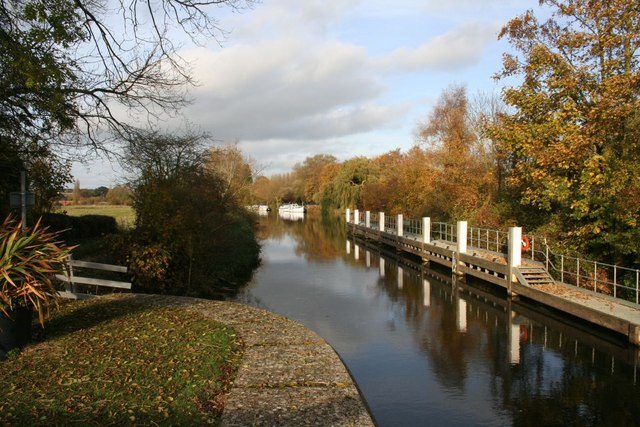
Der Clifton Cut kurz vor seiner Wiedervereinigung mit der Themse

Der Clifton Cut ist ein Kanal südlich von Clifton Hampden in Oxfordshire, England. Durch den Kanal wird ein Bogen der Themse bei Long Wittenham umgangen.
Der Kanal wurde 1822 zusammen mit dem Clifton Lock von der Thames Navigation Commission fertiggestellt und ist knapp eine Meile lang.